# 至部
至部，為漢字索引的中的部首之一，康熙字典214個部首中的第一百三十三個（六劃的則為第十六個）。在傳統漢字與中文簡化字中，其都被歸為六劃部首。至部只以左、下方為部字。且無其他部首可用者將部首歸為至部。

## 部首單字解釋
1.抵達、到來。
2.極、最。
3.大。
4.節氣名。冬志至、夏至又稱「至日」。
5.實施、實行。
6.實際的。
7.究竟。
8.及。
9.表進一層意思。
10.情誼深厚的。

## 字形

甲骨文
金文
大篆
小篆

## 字例
（依Unicode排名）
| 除部首外之筆劃 | 字例     |
| -------------- | -------- |
| 0              | 至       |
| 3              | 致䑒     |
| 4              | 𦤹       |
| 5              | 𦤾       |
| 6              | 臵臶臷臸 |
| 7              | 臹䑓     |
| 8              | 臺𦥃     |
| 10             | 臻       |